# NTPホールディングス
 NTPホールディングス株式会社（エヌティーピーホールディングス、英: NTP Holdings Corporation）は、愛知県名古屋市熱田区に本社を置く純粋持株会社。代表的な子会社にNTP名古屋トヨペットがある。

## 概要
愛知県を主な販売エリアとするNTP名古屋トヨペットを中心として、自動車の販売、修理、リース・レンタル、宅地・建物の販売、建築請負を主な事業とし、関連する物流や情報サービス等の事業活動を展開する企業を傘下に有する。
社名にあるNTPとは「Nice To  People　人に『素敵』を。」の略であり、社員一人ひとりの行動で人に素敵を提供し、地域に愛される企業グループを目指している。

## NTPグループ

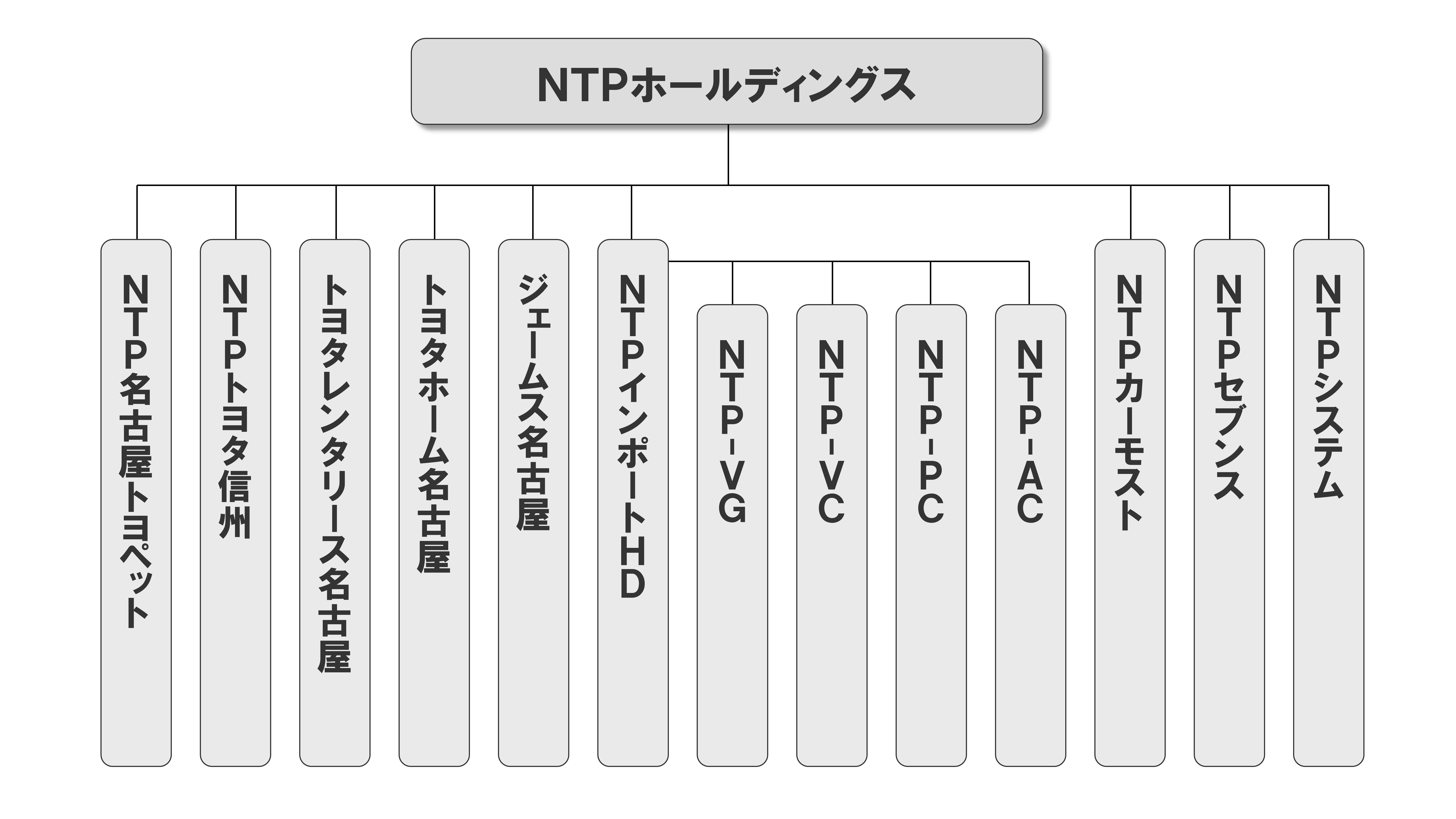
NTPグループ組織図

### 自動車販売事業
愛知県、長野県でトヨタ車の販売、修理を主に行う。その他にレクサスや中古車販売も展開している。
- NTP名古屋トヨペット株式会社
- NTPトヨタ信州株式会社

### レンタカー・カーリース事業
愛知県でトヨタ車のレンタカー、カーリースを主に行う。法人向けリースを中心とし、トヨタ全車種の他に日野車やダイハツ車も扱っている。
- 株式会社トヨタレンタリース名古屋

### 住宅販売・不動産・リフォーム事業
愛知県、長野県でトヨタホームの販売を主に行う。新築の他に不動産の売買やリフォームも扱っている。
- トヨタホーム名古屋株式会社
  - トヨタホーム信州カンパニー
トヨタホーム名古屋株式会社の長野県内での販売拠点

### カー用品販売事業
愛知県でカー用品の販売を主に行う。トヨタ自動車のグループ企業である株式会社タクティーとフランチャイズ契約を結び、カー用品販売店ジェームスを展開している。
- 株式会社ジェームス名古屋

### 輸入車販売事業
愛知県で輸入車の販売、修理を主に行う。 取り扱いブランドとして、フォルクスワーゲン、ボルボ、ポルシェ、ロールス・ロイス、アウディがある。
グループ内輸入車部門「NTPインポート株式会社」として各店舗を統括していたが、2020年（令和2年）3月、各店舗を新規独立法人とした再編成を実施。NTPインポートは「NTPインポートHD株式会社」に社名変更し、ポルシェ部門のNIC株式会社を吸収合併すると同時に各店舗法人の中間持株会社になる。
- NTPインポートHD株式会社（旧NTPインポート株式会社） - 2020年（令和2年）3月、ADWホールディングス（旧アイカーズ・愛知ダイハツ）が運営していた「ロールス・ロイス・モーター・カーズ名古屋」を譲受し、NTPインポートHD本体で運営する。
  - NTP-VG株式会社（フォルクスワーゲン）
  - NTP-VC株式会社（ボルボ）
  - NTP-PC株式会社（ポルシェ） - 2018年（平成30年）7月、NTPインポートで子会社「NIC株式会社」（ニック）を設立して参入。
  - NTP-AC株式会社（アウディ）

### U-Car関連・EV販売事業
グループの中古車に関連する業務（卸売、流通・仕入、車両値付、商品化）を主に行う。その他に、超小型EV「コムス」や電動バイク、電動アシスト自転車の販売も展開している。
- 株式会社NTPカーモスト

### 物流・旅行・TSUTAYA事業
グループの車両物流を主に行う。その他に旅行代理店、TSUTAYAなどの事業も展開している。
- 株式会社NTPセブンス

### ITサポート事業
グループの情報システム管理やサポート、経理業務を主に行う。グループ会社だけでなく、他企業への技術者派遣事業も展開している。
- NTPシステム株式会社

## 沿革
- 2010年（平成22年）10月1日 - 持株会社制移行の前準備として、グループ統括会社「NTPホールディングス株式会社」を設立。
- 2011年（平成23年）6月24日 - 全グループ会社をNTPホールディングスの完全子会社とし、持株会社制に移行。

## 広告活動

### CM
2012年（平成24年）より、NTPグループのCMが放送されている。

### 提供番組
- 『まちイチ nice to people』 - CBCテレビで放送されている生活情報番組。以前はグループ会社である名古屋トヨペットによる一社提供であったが、2012年（平成24年）4月以降よりNTPグループが提供。

### その他
グループの取り組みをPRする為のスペースとして、2015年（平成27年）12月に開業したイオンモール常滑内に「NTP-ark」（エヌティパーク）を設置している。
名古屋市科学館のプラネタリウムのネーミングライツを取得し、2021年（令和3年）4月1日より「NTPぷらねっと」の名称とする。